# Municipio de Fairbanks (Míchigan)
El municipio de Fairbanks (en inglés: Fairbanks Township) es un municipio ubicado en el condado de Delta en el estado estadounidense de Míchigan. En el año 2010 tenía una población de 281 habitantes y una densidad poblacional de 0,36 personas por km².

## Geografía
El municipio de Fairbanks se encuentra ubicado en las coordenadas 45°36′22″N 86°41′32″O / 45.60611, -86.69222. Según la Oficina del Censo de los Estados Unidos, el municipio tiene una superficie total de 774.96 km², de la cual 122,6 km² corresponden a tierra firme y (84,18 %) 652,35 km² es agua.

## Demografía
Según el censo de 2010, había 281 personas residiendo en el municipio de Fairbanks. La densidad de población era de 0,36 hab./km². De los 281 habitantes, el municipio de Fairbanks estaba compuesto por el 86,83 % blancos, el 6,05 % eran amerindios, el 1,42 % eran isleños del Pacífico, el 0,71 % eran de otras razas y el 4,98 % eran de una mezcla de razas. Del total de la población el 1,07 % eran hispanos o latinos de cualquier raza.